# 2-oxoglutarát
2-Oxoglutarát nebo také α-ketoglutarát je dikarboxylová kyselina odvozená od kyseliny glutarové. Je jednou z ústředních látek biochemických cyklů. Je intermediátem Krebsova cyklu. Účastní se cyklu Coriových, alaninového cyklu, degradace aminokyselin (deaminace) a nepřímo (přes vzniklý L-glutamát) i močovinového cyklu. Je výsledným produktem degradace některých aminokyselin.

## Deaminace aminokyselin
Prvním krokem odbourávání aminokyselin je jejich deaminace – zbavení se aminoskupiny. Aminoskupina většiny aminokyselin se přenáší na 2-oxoglutarát za vzniku L-glutamátu a2-oxokyselin. Tento děj se nazývá transaminace. L-glutamát pak podstupuje oxidační deaminaci, při které vzniká amoniak a zpátky 2-oxoglutarát. Amoniak je pak fixován do močoviny v močovinovém cyklu

## Degradace aminokyselin
Po deaminaci jsou vzniklé 2-oxokyseliny dále degradované na některé základní metabolity, které mohou být využity k zisku energie. Arginin, prolin, glutamin, glutamát a histidin dávají vzniknout 2-oxoglutarátu, který může být dále využit k zisku energie v Krebsově cyklu popř. po přeměně na oxalacetát může sloužit jako prekurzor pro syntézu glukózy v procesu glukoneogeneze.

## Citrátový cyklus
2-Oxoglutarát vzniká v Krebsově (citrátovém) cyklu dehydrogenací a dekarboxylací z isocitrátu pomocí isocitrátdehydrogenázy. 2-Oxoglutarát pak podstupuje oxidační dekarboxylaci za vzniku sukcinyl-CoA (pomocí oxoglutarátdehydrogenázy).
Mimo to funguje obecně v metabolismu jako obecný akceptor aminoskupin z různých aminokyselin, přičemž se mění na glutamát, jenž je zase výchozím bodem pro syntézu jiných aminokyselin.